# Лібертаріанство за один урок
Лібертаріанство за один урок (англ. Libertarianism In One Lesson) — книга американського політика Девіда Бергланда (англ. David Peter Bergland; 04.06.1935 — 03.06.2019), опублікована вперше у 1984 році, здійснено 9 видань (2005 р.).
Девід Бергланд — американський політик, який був висунутий Лібертаріанською партією Сполучених Штатів кандидатом на посаду президента США на виборах у 1984 році.
У книзі коротко викладаються основи лібертаріанської філософії, аналізуються історичні події й пропонуються конкретні шляхи розв'язання багатьох проблем, які сучасна держава вирішити не здатна.
Автор виводить усю лібертаріанську ідеологію з базового принципу лібертаріанства — принципу власності на самого себе, або суверенітету особистості. З лібертаріанських позицій розглядаються такі важливі суспільні проблеми як зовнішня політика, зовнішня торгівля, національна оборона, тероризм. Обґрунтовується підхід до оподаткування як до крадіжки, розглядаються проблеми освіти, охорони здоров'я, «сухого закону», соціального забезпечення, екології та інші. У останній главі книги автор дає практичні рекомендації з розв'язання цих проблем з лібертаріанських позицій.
Книга перекладена з англійською на російську на замовлення Лібертаріанської партії Росії, перекладач Антон Ньюмарк.
Книга є однією з базових для ознайомлення з основними ідеями лібертаріанства.